# Uri Poliavich
Uri Poliavich (nasceu em 1981, na Ucrânia) é um homem de negócios, filantropo e o fundador. Poliavich contribuiu para a educação judaica em todo o mundo, fundando tanto escolas diurnas como programas extracurriculares para crianças e famílias judaicas.

## Biografia
Poliavich nasceu em 1981. Com 14 anos, a família de Poliavich mudou-se para Israel, onde ele completou o ensino secundário, bem como o serviço militar obrigatório de três anos.
Entre 2005 e 2009, licenciou-se em Direito, na área dos Estudos Legais, na Universidade de Bar-Ilan. Poliavich começou a sua carreira como advogado, trabalhando essencialmente na área do Direito Comercial e Imobiliário.

## Carreira
Entre 2007 e 2010, Poliavich trabalhou como advogado-estagiário na HBW Law, especializando-se em contratos relativos a fusões e aquisições para acordos comerciais e imobiliários internacionais. Em 2010-2012, ele trabalhou como vice-presidente de desenvolvimento comercial no WK Group, gerindo diversas operações comerciais do grupo na Ásia Central e trabalhando com grandes fornecedoras, como a Microgaming, BetConstruct e Playtech. Em 2012, Poliavich mudou-se, juntamente com a sua família, para a Moldávia e ocupou, em simultâneo, um cargo na Playtech, como consultor para mercados emergentes, desenvolvendo oportunidades de negócio e expandindo a presença da Playtech na Ásia Central e na Europa do Leste.
Garantiu 16 licenças globais e lançou diversas marcas relacionadas com o jogo.
- Liderou o desenvolvimento da MEGA (Motivational Engineering Gaming Application), uma plataforma orientada para a gamificação e concebida para potenciar o envolvimento dos jogadores e o crescimento das receitas.[12]
- A plataforma MEGA foi nomeada “Product Launch of the Year” (Lançamento de Produto do Ano) nos Global Gaming Awards 2025, na região da EMEA.[13] Em 2024, Poliavich expandiu as operações da Sof2 em Malta, abrindo oficialmente um novo escritório local.[14]
- Poliavich expandiu as operações do grupo para a América do Norte ao obter uma licença de iGaming emitida pela AGCO (Alcohol and Gaming Commission of Ontario).[15]

Em 2024, Poliavich apresentou a Soft Invest, um fundo de investimento de 52 milhões de dólares concebido para apoiar empresas e empresários emergentes no setor dos jogos. Esta iniciativa recebeu o prémio “Outstanding Contribution to Gaming” (Contribuição Extraordinária para o Jogo) nos Prémios SIGMA em setembro de 2024.
Em setembro de 2024, foi reconhecido como “Leader of the Year” (Lider do Ano) nos SBC Awards e como “Executive of the year” (Executivo do Ano) nos Global Gaming Awards EMEA.

## Filantropia
Após mudar-se para Israel e licenciar-se em Direito na Universidade de Bar-Ilan, Poliavich contribuiu para a educação judaica em todo o mundo, fundando tanto escolas diurnas como programas extracurriculares para crianças e famílias judaicas.
Em 2020, ele a sua esposa, Yael, criaram a Yael Foundation. Desde 2025, a fundação opera em 37 países, apoiando mais de 13 500 crianças judaicas através de programas educativos, campos de verão e outras iniciativas.
Em 2024, Poliavich foi nomeado um dos 50 judeus mais influentes do mundo.
Poliavich colabora com outros líderes judaicos globais, como Ronald Lauder, para apoiar a educação judaica. A Yael Foundation ajuda a manter as comunidades judaicas, e as escolas em particular, seguras e protegidas do antissemitismo.